# 梅氏花鱂
梅氏花鱂，為輻鰭魚綱鯉齒目鯉齒亞目花鳉科的其中一種，分布於中美洲墨西哥的Balsas河流域，體長可達9.5公分，棲息在藻類生長的溪流，屬雜食性，生活習性不明，可做為觀賞魚。

## 擴展閱讀
維基物種上的相關：梅氏花鱂